# Hodičtí z Hodic

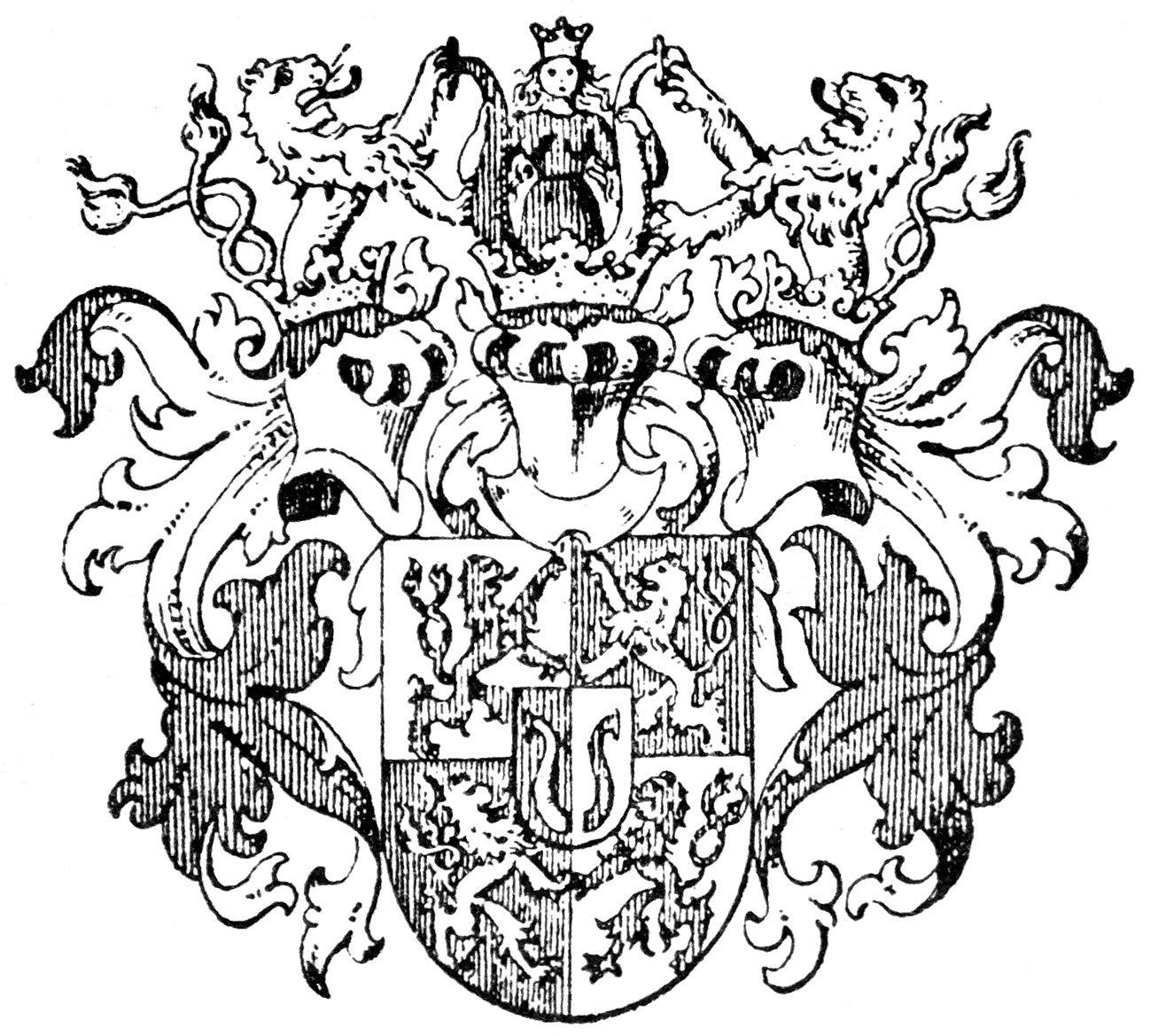
Erb Hodických z Hodic

Hodičtí z Hodic (též z Hoditz) jsou starý moravský vladycký rod, jenž v 17. století povýšil do panského a později i do hraběcího stavu. Pochází z Hodic na Jihlavsku.

## Historie
Ve 14. století se objevuje první známý předek rodu, Pešek. Pozornost na sebe upoutal až Václav, když roku 1457 doprovázel krále Ladislava na cestě do Uher, stal se krumlovským hejtmanem, držel Oslavany, Plaveč, Miroslav. Jeho syn Jiří jako císařský generál byl přijat do panského stavu. Ve sporech Rudolfa II. a Matyáše stál na straně uherského krále a velel jeho armádě, za což byl povýšen do stavu hrabat. Karlu staršímu ze Žerotína poskytl podnět k napsání Apologie. Jiří zemřel roku 1612, syn Zdeněk bojoval na straně stavů, po porážce stavů v bitvě na Bílé hoře vstoupil do švédské armády, kde pod jménem Karel roku 1641 padl.
Po roce 1620 byla většina majetku rodu zkonfiskována, někteří členové rodu ze země uprchli, zbytek žil v Uhrách a Slezsku, kde se stal Jiří Maxmilián vojenským komisařem a získal titul hraběte a statky Slezské Rudoltice, Jindřichov a Bílou Vodu. Tato linie se rozdělila na dvě hraběcí odnože. Hodicko-olbramovická vymřela koncem 18. století. Hodicko-rudoltická větev vymřela počátkem 20. století, ovšem její jméno přijal spřízněný hraběcí rod Polzerů, takže jméno dále žije jako Polzer-Hoditz dodnes.
Hrabě Josef Vojtěch se po službě v pruském vojsku vrátil na své panství ve Slezských Rudolticích severně od Krnova. Ze zámku nechal vytvořit pohodlné sídlo, v pěkném parku vybudoval čtyři romantické stavby a 4000 vodních říček.[zdroj?] Pořádal ohňostroje a najímal herce k vytváření renesančního života. Na zámek jezdily návštěvy z celé Evropy, například pruský král Fridrich II. Veliký a údajně i filosof Voltaire.

## Erb
V původním znaku měli v jednom červeném poli stříbrný roh a naopak. Po povýšení tento znak přesunuli do srdečního štítku. Ve stříbrném štítu přibyl červený lev a naopak stříbrný lev na červeném podkladu.

## Příbuzenstvo
Spojili se s Trčky, pány z Donína, Trauttmansdorffy, Bořity z Budče...